# Interstitien
Interstitien bezeichnen im katholischen Kirchenrecht den Zeitraum zwischen dem Empfang der einen und der nächsthöheren Weihestufe. In dieser Zeit sollte sich der Geweihte auf der erreichten Weihestufe bewähren. Nachdem der Begriff im CIC nicht mehr auftaucht, ist der Begriff weitgehend ungebräuchlich geworden. Das Kirchenrecht schreibt in can. 1031 CIC jedoch weiterhin vor, dass zwischen dem Empfang der Diakonenweihe und der Priesterweihe ein Zeitraum von wenigstens sechs Monaten liegen muss.
Vor der Kodifizierung des Kirchenrechts durch den CIC von 1917 war die Dauer der Interstitien oft nicht bestimmt. In diesem Fall oblag die Bestimmung der Dauer dem zuständigen Bischof. Das Konzil von Trient machte diesbezüglich der Interstitien einige Zeitangaben, die dann zum Teil in den CIC von 1917 integriert wurden (cann. 974ff CIC/1917). Zwischen Akolythat und Diakonat sollte demnach wenigstens ein Jahr liegen, zwischen den Höheren Weihen mindestens drei Monate.
Ohne päpstliche Erlaubnis war es untersagt, eine niedere Weihe und die zum Subdiakonat oder den Empfang der Tonsur mit einer niederen Weihe zu verbinden oder alle niederen Weihen direkt hintereinander zu spenden.